# ألان روذرفورد
ألان روذرفورد (2 يونيو 1967 - ) (بالإنجليزية: Alan Rutherford)‏ هو لاعب كريكت بريطاني. شارك في دورة ألعاب الكومنولث 1998.